# Dolicholobium parviflorum
Dolicholobium parviflorum är en måreväxtart som beskrevs av M.E. Jansen. Dolicholobium parviflorum ingår i släktet Dolicholobium och familjen måreväxter. Inga underarter finns listade i Catalogue of Life.